# Mana – Die Macht der Dinge
Mana – Die Macht der Dinge (Originaltitel: Mana – Beyond belief) ist ein Dokumentarfilm von Peter Friedman und Roger Manley aus dem Jahr 2004.

## Handlung
Der Film beginnt mit einer Einführung in den Begriff Mana und seinem Vorkommen im Alltag. Der ganze Film ist als Reise angelegt, die bei den Māori in Neuseeland beginnt.
Nach dem Besuch bei einem Medizinmann der Navajo-Indianer in Arizona geht es weiter über nebelige Berggipfel in Burma. Dort begrüßen die Gläubigen um einen goldenen Felsbrocken versammelt, den Vollmond.
Im weiteren Verlauf treffen die Dokumentarfilmer auf japanische Geschäftsleute, die einen uralten Kirschbaum feiern, der gerade erblüht, sowie einen amerikanischen Kongressabgeordneten, der über magieähnliche Energieübertragungsprozesse im Zusammenhang mit der US-Nationalflagge spricht.
Ein Massenereignis ist die Voodoo-Zeremonie in Westafrika mit der die Rückkehr der Geister der Toten begrüßt wird. Letzten Endes geht es in tiefergelegten Autos durch die Nacht New Mexicos, weil ihre Besitzer meinen aus diesen Autos Macht zu ziehen.

## Kritiken
„Die vielen ansprechend gefilmten Rituale formen sich zu keinem Gesamtbild, was auch dem allgemein gehaltenen Kommentar oder dem Begriff des Mana nicht gelingt, der ‚die Macht der Dinge‘ bezeichnen soll.“

„Die Regisseure Peter Friedman und Roger Manley sammelten eindrucksvolle Bilder auf allen Kontinenten und schufen ein episodenhaftes Filmessay mit spärlichen Kommentaren. Vieles ist durchaus interessant, rechtfertig aber nicht unbedingt einen Kinobesuch.“